# Joaquin Jimenez
Joaquin Jimenez (n. 23 octombrie 1956, Saumur, Saumur Val de Loire⁠(d), Franța) este artist gravor, creator al multor monede.

## Biografie
Joaquin Jimenez s-a născut la Saumur, în Maine-et-Loire, la 23 octombrie 1956.
A urmat o formație clasică în Litere și Bele-arte. În 2008, a fost ridicat la gradul de Cavaler al Artelor și Literelor.
Joaquin Jimenez este director artistic al unor societăți private și creator de monedele ale mai multor țări. Paralel, el își continuă lucrările personale de pictură și sculptură, care i-au adus numeroase premii întâi. Autor a numeroase medalii de artă pentru orașe, instituții și societăți, Joaquin Jimenez este solicitat de numeroase edituri monetare franceze și străine.

## Monede franceze și euro franceze
Numeroase monede și medalii create de Joaquin Jimenez se disting prin «prezența liniilor, adesea drepte».

### Monede franceze care au circulat (F) sau care sunt în circulație (€)
- 1986: 10 F - Coq / Marianne[3] - (avers/revers de J. Jimenez)

- 1989:  5 F - La Tour Eiffel'[4] - (avers de J. Jimenez)
- 1992: 100 F -  Jean Monnet - (revers de J. Jimenez)

Pentru Franța, milesimul indicat pe o monedă corespunde anului real de batere. Trecerea Franței la Euro a avut loc la 1 ianuarie 2002, dar monedele au fost bătute începând din anul 1999. 
- 1999 (etc.) : 1 € și 2 € - L’Arbre étoilé[5] - (avers)
- 2008/2010 : de la 5 € la 500 € - La semeuse cinétique[6] · [7] · [8] - (avers/revers)
- 2010 : 10 € - Euro des Régions[9] - (avers/revers)
- 2011 : 10 € - Euro des Régions aux Monuments[10] - (avers/revers)
- 2011: 100 € (de argint) și 1000 € (de aur) - Hercule - (avers/revers)
- 2012: 10 € (de argint) - Hercule - (avers/revers)

### Monede franceze de colecție
Aceste monede sunt din argint sau din aur.
- 1992 : 100 F -  Les Jeux Olympiques d’Albertville - (6 piese)
- 1996 : 100 F -  Le Centenaire des Jeux Olympiques - (4 piese)
- 1998 : de la 10 F la 500 F -  La Coupe du Monde de Football - (11 piese)
- 2000 : 100 F -  Le XXème siècle - (6 piese)
- 2002 : 100 F -  La Coupe du Monde de Football

## Europa și lumea
Laureat al numeroaselor concursuri internaționale, organizate de instituțiile monetare, Joaquin Jimenez este prezent în colecțiile numismatice franceze, neerlandeze, belgiene, norvegiene, daneze, elvețiene, germane, austriece, britanice, africane, americane…
Joaquin Jimenez a participat la numeroase expoziții, dintre care cele ale FIDEM (Fédération Internationale de la Médaille): Stockholm, Colorado Springs, Helsinki, Budapesta, Neuchâtel, Londra, Haga, Berlin, Weimar, Paris, Lisabona, Bruxelles, Roma…

## Diferent monetar
În general, monedele și medaliile gravate de Joaquin Jimenez sunt semnate cu numele său sau poartă diferentul său monetar. Acesta este un pătrat, al cărui sfert superior stâng este ocupat de un al doilea pătrat mai mic.